# Конгломерат (икономика)
Вижте пояснителната страница за други значения на Конгломерат.
В областта на икономиката, конгломератът е група от компании, собственост и обект на някакъв механизъм, целящ централизирано управление и координиращ тяхната дейност. Компаниите, включени в един конгломерат, са ангажирани както с отделните етапи и процеси на разработване, произвеждане, маркетинг и дистрибуция в най-различни области, така и с поддържането на делови взаимоотношения между тях. Често конгломератите са мултинационални с мащабна дейност и включват мултииндустриални компании.
|  | Тази страница частично или изцяло представлява превод на страницата Conglomerate (company) в Уикипедия на английски. Оригиналният текст, както и този превод, са защитени от Лиценза „Криейтив Комънс – Признание – Споделяне на споделеното“, а за съдържание, създадено преди юни 2009 година – от Лиценза за свободна документация на ГНУ. Прегледайте историята на редакциите на оригиналната страница, както и на преводната страница, за да видите списъка на съавторите. ВАЖНО: Този шаблон се отнася единствено до авторските права върху съдържанието на статията. Добавянето му не отменя изискването да се посочват конкретни източници на твърденията, които да бъдат благонадеждни. |